# Керниковский, Збигнев
Зби́гнев Кернико́вский (пол. Zbigniew Kiernikowski, 2 июля 1946 года, Шамажево, Великопольское воеводство, Польша) — католический прелат, епископ Легницы с 16 апреля 2014 года.

## Биография
С 1964 по 1965 год обучался в Познанском политехническом институте. С 1965 по 1971 год обучался в Высшей духовной семинарии в городе Гнезно, по окончании которой был рукоположён 6 июня 1971 года в священника вспомогательным епископом Гнезненской архиепархии Яном Черняком. Служил викарием в различных католических приходах Гнезненской архиепархии. C 1972 по 1981 год обучался в Папском библейском институте в Риме. С 1981 года преподавал в Высшей духовной семинарии в Гнезно и в Высшей миссионерской духовной семинарии конгрегации Святого Духа в Быдгоще. В 1983 году защитил диссертацию на соискание учёной степени доктора наук. С 1987 года был ректором Папского польского института в Риме. Преподавал богословие Нового Завета в Папском Урбанианском университете и в Институте миссионерской катехизации (Кастель Гандольфо). С 2002 года преподавал в Высшей духовной семинарии в городе Седльце.
28 марта 2002 года Римский папа Иоанн Павел II назначил Збигнева Керниковского епископом Седльце. 20 мая 2002 года в Риме в соборе святого Петра состоялось рукоположение Збигнева Керниковского в епископа, которое совершил кардинал Анджело Содано в сослужении с гнезненском архиепископом Генриком Юзефом Мушинским и бывшим епископом Седльце Яном Мазуром.
16 апреля 2014 года назначен епископом Легницы.

## Награды
- Кавалерский крест Ордена Возрождения Польши (2009 г.)[3].